# Feierabendhaus der BASF

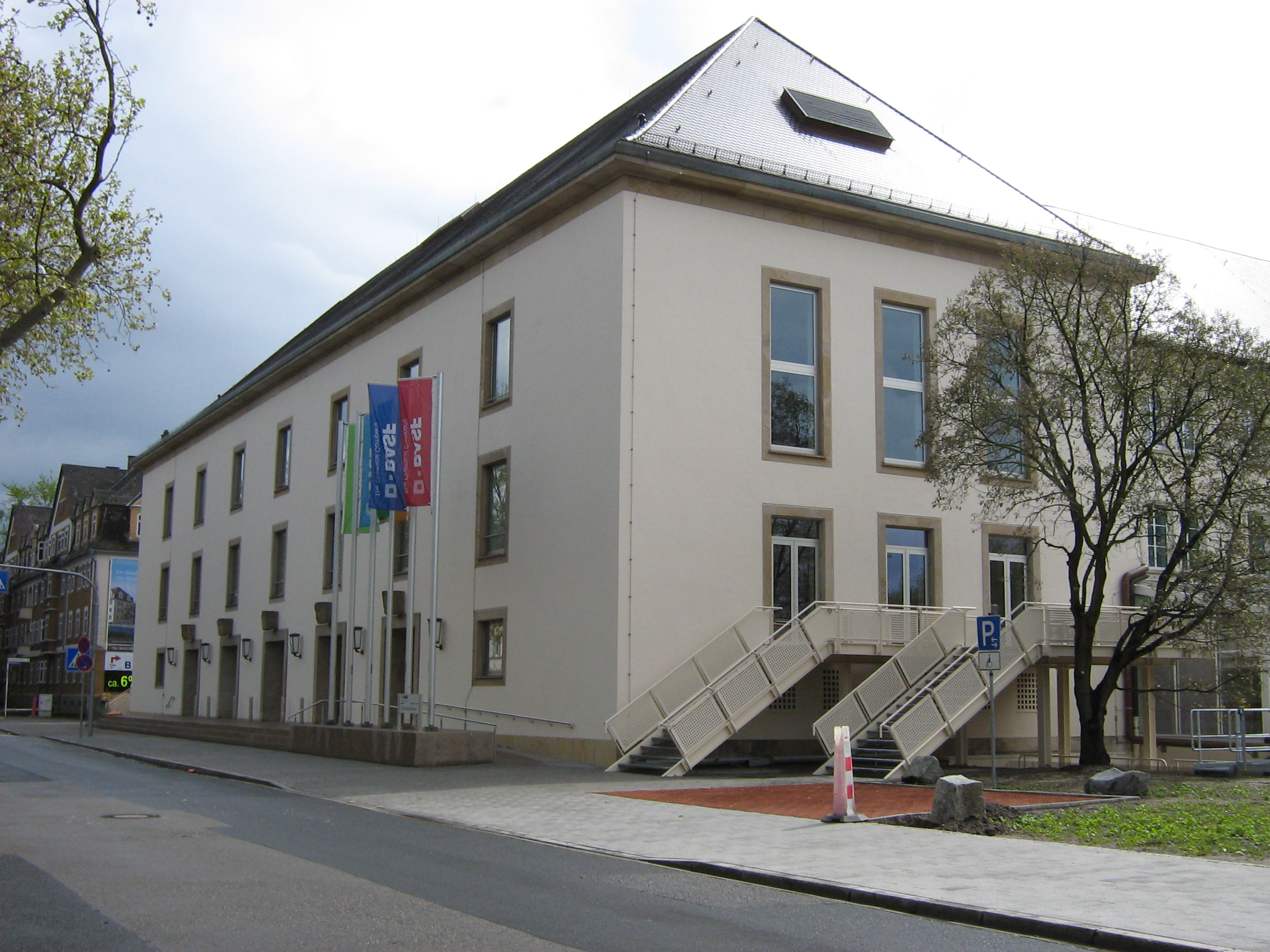
Feierabendhaus der BASF (2012)

Das Feierabendhaus der BASF in Ludwigshafen am Rhein ist ein öffentliches Kultur- und Freizeithaus der BASF SE.

## Geschichte
Das Gebäude, das zunächst Vereinshaus hieß, wurde vom Geheimen Hofrat Martin Duller geplant und 1913 erbaut. Es befindet sich in der Leuschnerstraße 47 in Ludwigshafen. In der Nähe liegen die Konzernzentrale, das ehemalige Friedrich-Engelhorn-Hochhaus, und die Friedenskirche. Seinen heutigen Namen trägt es seit 1936. 1944 wurde es durch die Bombardierung bis auf die Grundmauern zerstört und erst 1956 wieder errichtet. Das Feierabendhaus hat eine Nutzfläche von 13.000 m² und beinhaltet auch eine Kantine für die BASF-Mitarbeiter.
Das Feierabendhaus wurde  mehrfach modernisiert; seit Februar 2010 fand eine Sanierung statt; die Wiedereröffnung erfolgte im November 2011.
Es ist neben dem Pfalzbau und der Friedrich-Ebert-Halle eines der drei bedeutenden lokalen Veranstaltungszentren.

## Kulturelle Veranstaltungen
Die jährlich rund 60 Veranstaltungen werden von etwa 60.000 Menschen besucht; die durchschnittliche Auslastung liegt zwischen 80 und 90 Prozent. Das Haus kommt ohne öffentliche Subventionen aus.
Seit 1921 engagiert sich das Unternehmen BASF in den Bereichen Kunst und Kultur. Zunächst auf musikalische Veranstaltungen begrenzt finden inzwischen auch Events aus den Bereichen Tanz und bildende Kunst statt.
Es traten bekannte Künstler auf, so 1929 Richard Strauss mit einem Orchester sowie Yehudi Menuhin, ferner Carl Orff, Sergiu Celibidache und Anne-Sophie Mutter sowie 2005 Ornette Coleman.
Zur Neueröffnung am 26. November 2011 trat die Sängerin Zaz auf und am 27. November 2011 gab das London Philharmonic Orchestra mit seinem Dirigenten Wladimir Jurowski ein Konzert.

## Orgel
Die Orgel des Feierabendhauses wurde 1956 für die Neueröffnung von G. F. Steinmeyer & Co. (op. 1910) gebaut. Ursprünglich wurde es mit 69 Registern auf vier Manualen und Pedal gebaut. Im Zuge einer Renovierung durch Steinmeyer im Jahr 1981 wurde das Fernwerk demontiert und das Werk aus dem Bühnenraum auf den vorderen Bereich der Zuschaueremporen versetzt und verkleinert, sodass sie danach über 54 Register verfügte. Bei der Sanierung des Feierabendhauses 2010/11 wurde die Orgel schließlich ganz abgebaut.
Die Disposition lautete:
| I Hauptwerk C–g3 |        |
| Pommer           | 16′    |
| Prinzipal I–II   | 08′    |
| Gemshorn         | 08′    |
| Rohrflöte        | 08′    |
| Oktave           | 04′    |
| Kleingedeckt     | 04′    |
| Quinte           | 02 ⁄3′ |
| Schwiegel        | 02′    |
| Mixtur IV–V      | 01 ⁄3′ |
| Cymbel III       | 01⁄2′  |
| Trompete         | 16′    |
| Trompete         | 08′    |

| II Positiv C–g3 |        |
| Harfenprincipal | 08′    |
| Koppel          | 08′    |
| Quintade        | 08′    |
| Prinzipal       | 04′    |
| Nachthorn       | 04′    |
| Superoktave     | 02′    |
| Septime         | 01 ⁄7′ |
| Sesquialter II  |        |
| Scharff IV      | 01′    |
| Rankett         | 16′    |
| Krummhorn       | 08′    |
| Tremulant       |        |

| III Schwellwerk C–g3 |         |
| Rohrgedeckt          | 16′     |
| Flöte                | 08′     |
| Lieblich Gedeckt     | 08′     |
| Salicional           | 08′     |
| Vox Coelestis        | 08′     |
| Weitprinzipal        | 04′     |
| Koppelflöte          | 04′     |
| Nasard               | 02 ⁄3′  |
| Oktave               | 02′     |
| Gemshorn             | 02′     |
| Terzflöte            | 01 3⁄5′ |
| Quinte               | 01 ⁄3′  |
| Plein Jeu IV–VI      | 02′     |
| Fagott               | 16′     |
| Oboe                 | 08′     |
| Clairon              | 04′     |
| Tremulant            |         |

| Pedal C–f1           |                 |
| Kontrabass           | 16′             |
| Subbass              | 16′             |
| Gedecktbass          | 16′             |
| Quintbass            | 10 2⁄3′         |
| Oktavbass            | 08′             |
| Bassflöte            | 08′             |
| Oktave               | 04′             |
| Rohrpfeife           | 02′             |
| Gross-Sesquialter II | 5 1⁄3′ + 3 1⁄5′ |
| Pedalmixtur IV       | 2 ⁄3′           |
| Posaune              | 16′             |
| Fagottbass           | 16′             |
| Trompetbass          | 08′             |
| Oboe                 | 08′             |
| Clarine              | 04′             |

Anmerkungen
1. 1 2 3  transmission

Die Spiel- und Registertraktur waren elektrisch. Die Windladen waren als Taschenladen ausgeführt.
- Koppeln: II/I, III/I, III/II,  I/P, II/P, III/P

- Spielhilfen: 4 freie Kombinationen, 1 freie Pedalkombination, Tutti, Generaltutti, Crescendowalze, Zungen ab, Zungeneinzelabsteller, Manual 16′ ab